# Жор (Дордонь)
Жор (фр. Jaure) — коммуна во Франции, находится в регионе Аквитания. Департамент — Дордонь. Входит в состав кантона Сент-Астье. Округ коммуны — Перигё.
Код INSEE коммуны — 24213.

## География

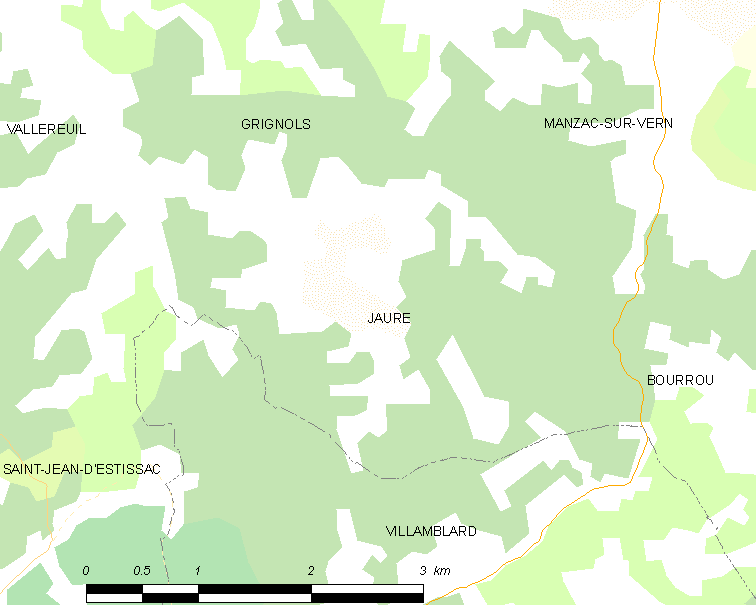
Карта коммуны

Коммуна расположена приблизительно в 450 км к югу от Парижа, в 95 км восточнее Бордо, в 20 км к юго-западу от Перигё.

### Климат
Климат умеренный океанический со средним уровнем осадков, которые выпадают преимущественно зимой. Лето здесь долгое и тёплое, однако также довольно влажное, здесь не бывает регулярных периодов летней засухи. Средняя температура января — 5 °C, июля — 18 °C. Изредка вследствие стечения неблагоприятных погодных условий может наблюдаться непродолжительная засуха или случаются поздние заморозки. Климат меняется очень часто, как в течение сезона, так и год от года.

## Население
Население коммуны на 2010 год составляло 145 человек.
| 1962 | 1968 | 1975 | 1982 | 1990 | 1999 | 2010 |
| ---- | ---- | ---- | ---- | ---- | ---- | ---- |
| 160  | 140  | 124  | 158  | 143  | 140  | 145  |

## Администрация
| Период | Период | Фамилия          | Партия       | Примечания         |
| ------ | ------ | ---------------- | ------------ | ------------------ |
| 1989   | 1999   | Пьер-Ивон Либуте |              | военный в отставке |
| …      | …      | …                | …            | …                  |
| 2006   | 2020   | Франсис Гайар    | беспартийный | водитель грузовика |

## Экономика
В 2010 году среди 91 человека трудоспособного возраста (15-64 лет) 66 были экономически активными, 25 — неактивными (показатель активности — 72,5 %, в 1999 году было 69,1 %). Из 66 активных жителей работали 62 человека (37 мужчин и 25 женщин), безработных было 4 (2 мужчин и 2 женщины). Среди 25 неактивных 6 человек были учениками или студентами, 13 — пенсионерами, 6 были неактивными по другим причинам.

## Достопримечательности
- Церковь Св. Фирмина (XII век). Исторический памятник с 1984 года[5]
- Замок Жор

## Фотогалерея

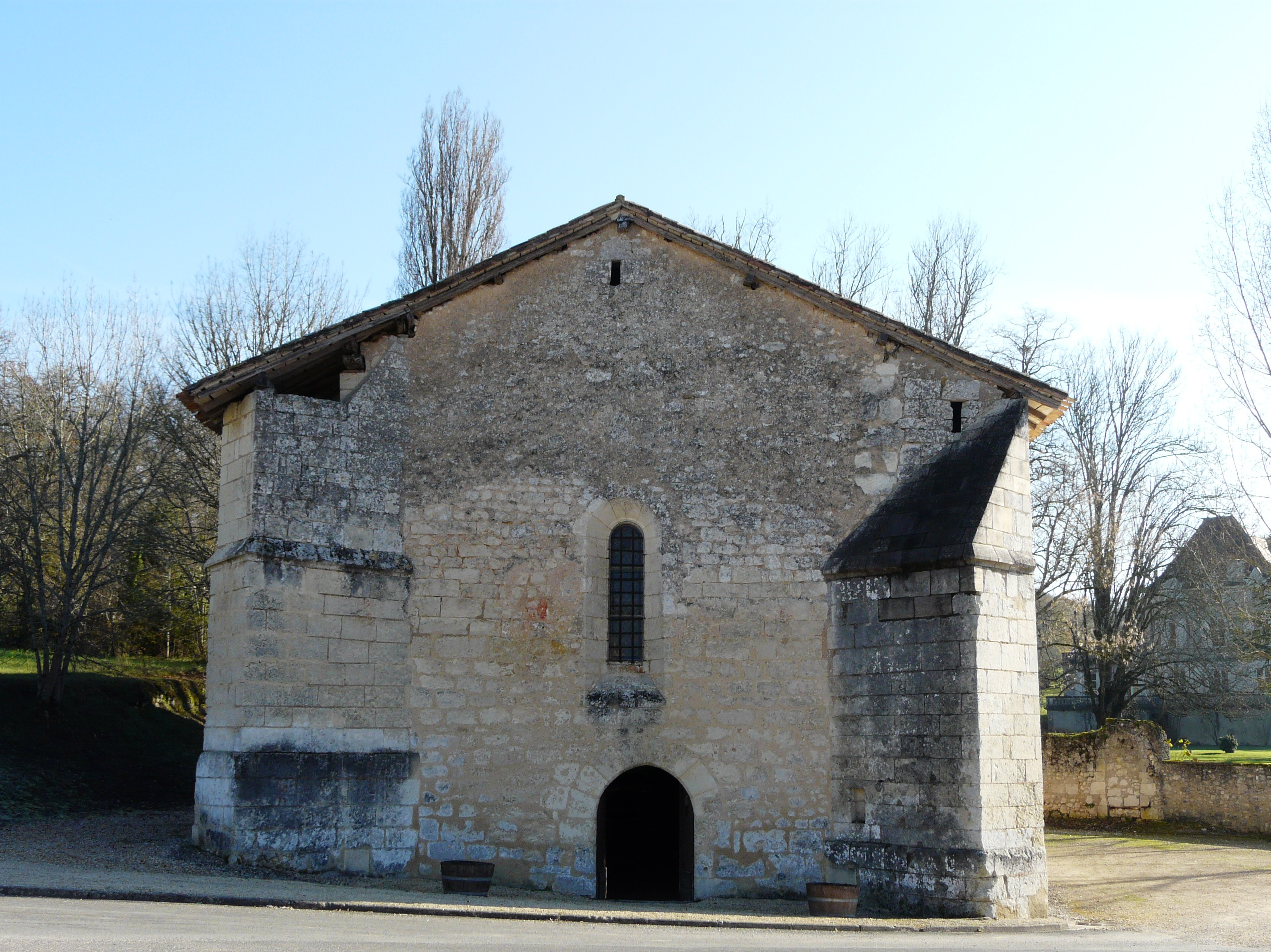
Церковь Св. Фирмина
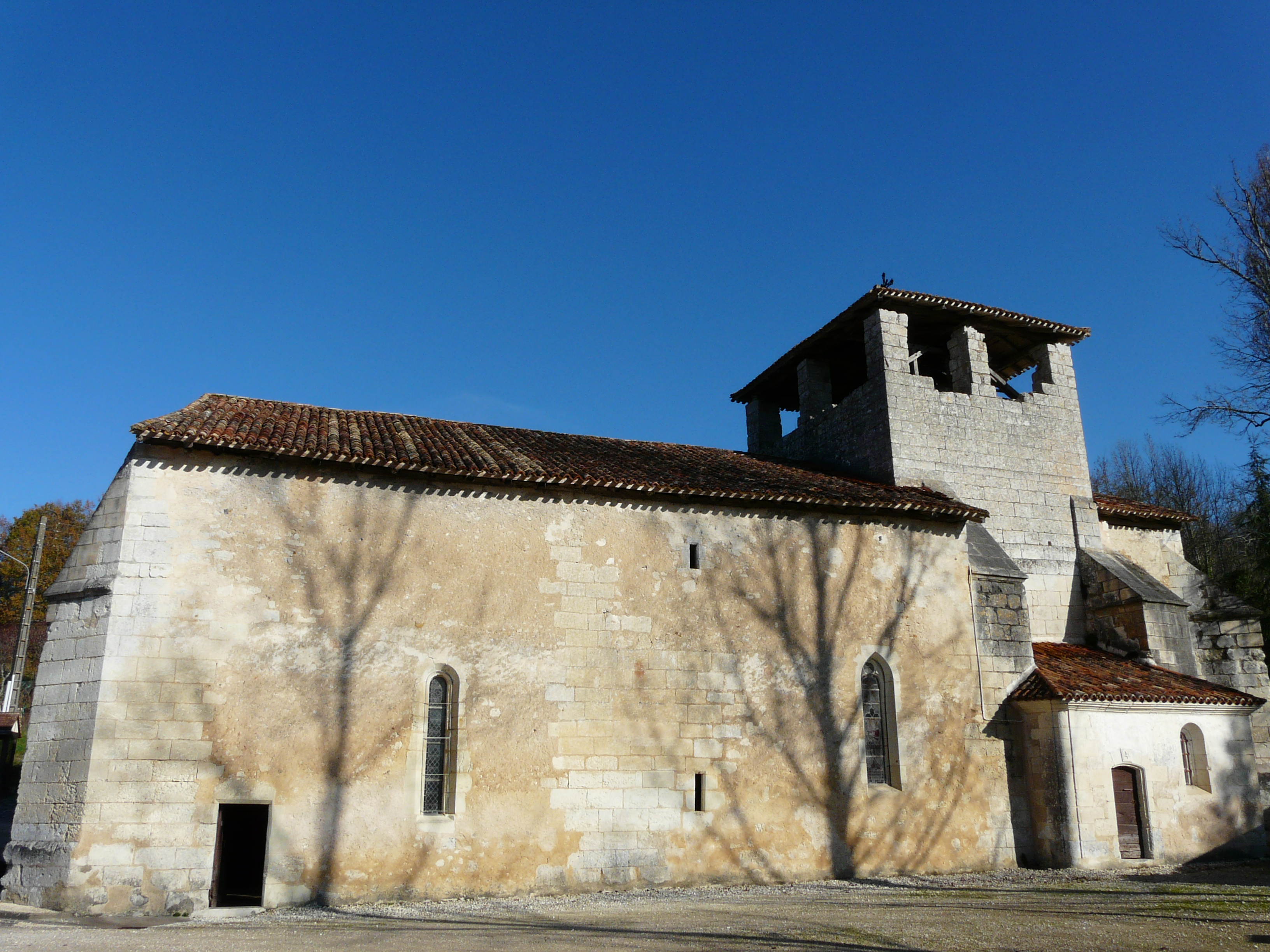
Церковь Св. Фирмина
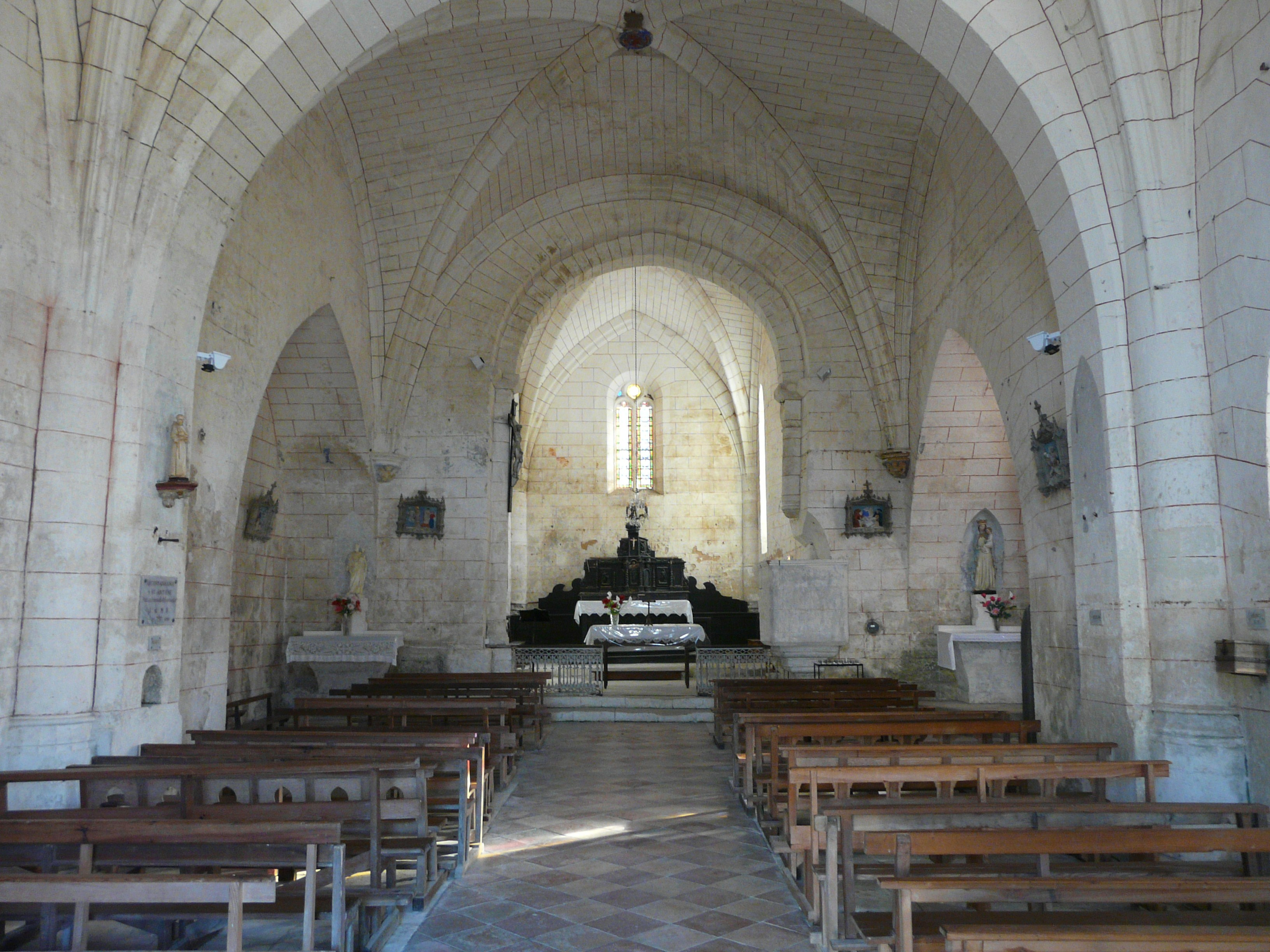
Интерьер церкви Св. Фирмина
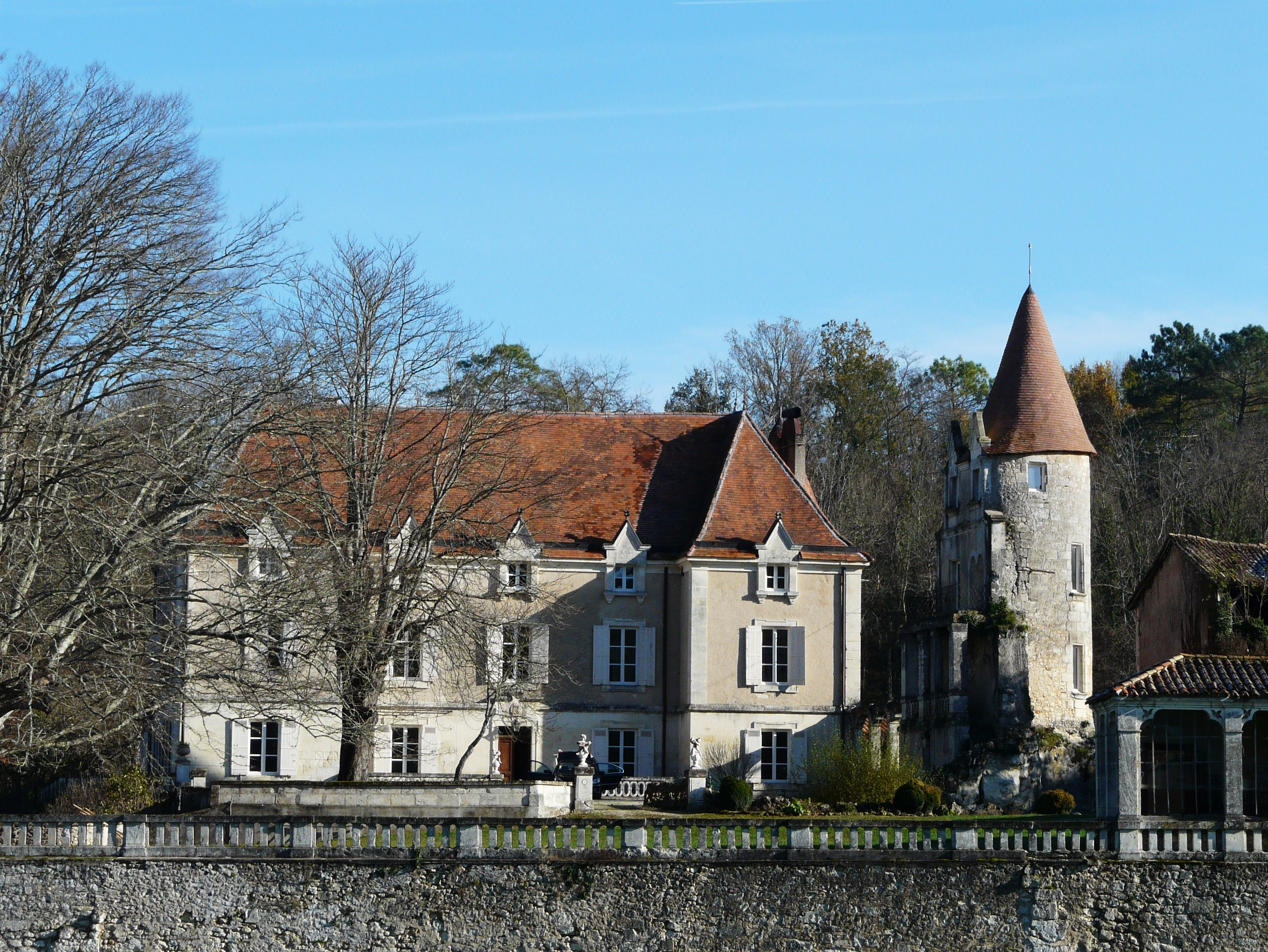
Замок Жор
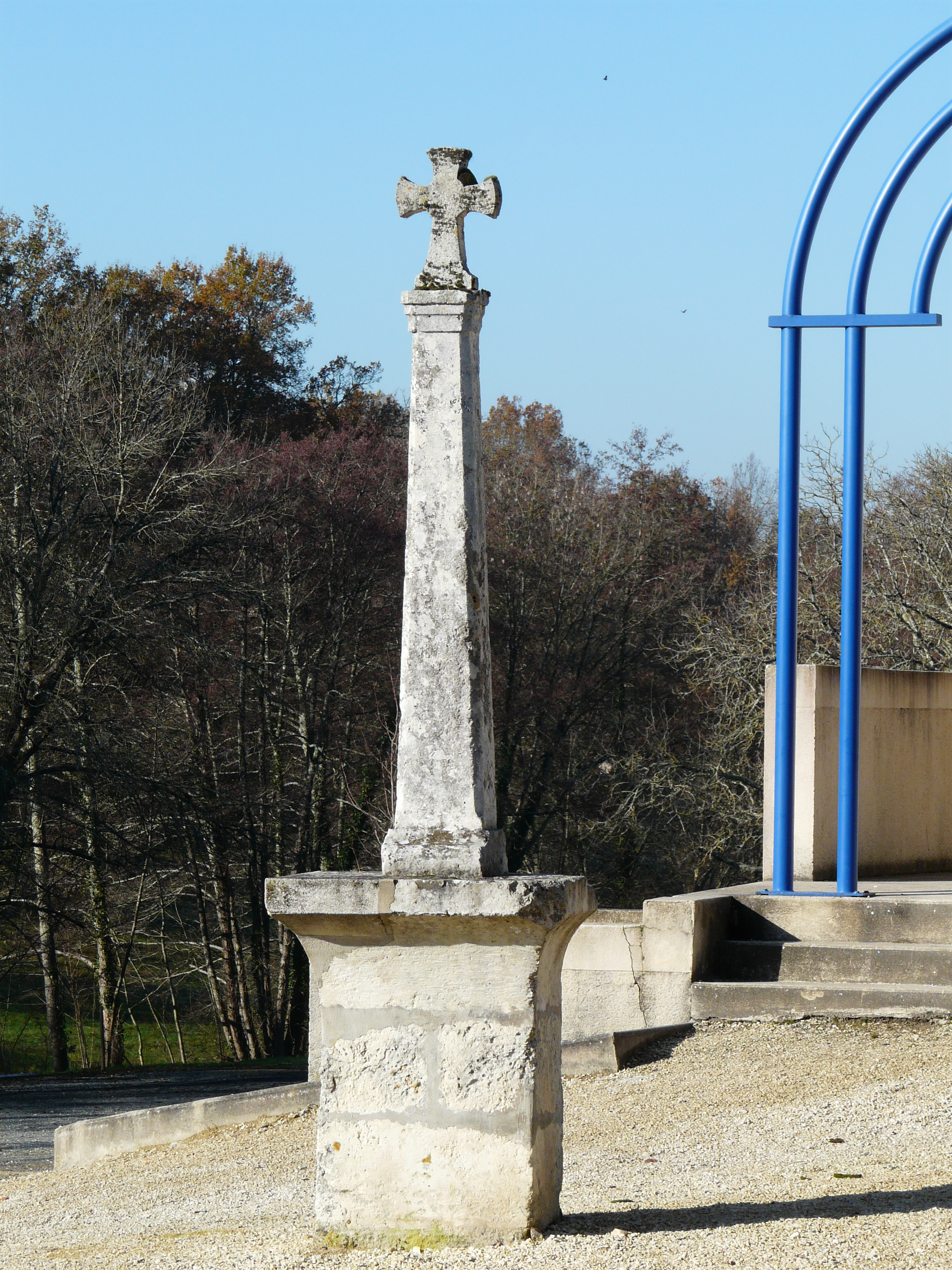
Крест